# あとみっく文庫
あとみっく文庫（あとみっくぶんこ）は、キルタイムコミュニケーションが発売していたジュブナイルポルノの文庫本レーベルである。

## 概要
2009年7月に創設された。
「ちょっとエッチなライトノベル」をテーマに掲げており、二次元ドリームノベルズと比べると比較的明るく、ストーリー性やコメディ性を重視した構成となっている。
作品ごとに特設サイトが作成されており、公式サイトから閲覧可能。
内容は二次元ドリームノベルズとは違い、最終的にはヒロインが勝利する場合が多い（ただし、一時的には敗北して、二次元上でしかあり得ない触手などの陵辱シーンになることはあるが）。前述の通りストーリー性やコメディ性を重視している内容になっているため、ギャグシーンなども見られ、二次元ドリームノベルズとは一線を介している。恋愛要素があるものもある。基本的には戦うヒロインであるが、二次元ドリームノベルズと違い、男性優位だけではなく、女性優位で進む場合もある。
描写についてはほとんどがR-18のレーティングを必要とせず、実際の性行為（性器への挿入を伴うような行為）はぼやけた形で描写されているか、あるいは分量が少なめに抑えられている。もしくはシチュエーションを活用して直接の性行為とは見なされないような描写が多い。また、挿絵においても局部修正を求められるようなものはないか、あっても枚数は多くない（そのため、同社の二次元ドリームノベルズと違って18禁表示が掲示されていない）。
戦うヒロインとしては、必ずしも正義の味方というわけではなく、強いというわけでもない。ヒロインのキャラの個性が比較的幅広くある。男性キャラの位置づけもシリーズを通してメイン的な役割を果たすことがある。他にもいわゆる男の娘などの登場になることがある。
『BLANGEL　輪になりて踊る愚者の夜』のように『コミックヴァルキリー』の漫画が書かれる例もある。また、『ノブナガッ』のように関連書籍として『闘神艶戯』より漫画が連載されている例もある。他の同社のレーベルと比べると続巻が出ることが多い。
2015年7月以降の刊行が途絶えていたが、レーベルで最長となったシリーズ「思春期なアダム」の8巻と9巻（完結巻）が2018年12月に同時発売されたのが、本当の最後になった。

## あとみっく文庫作品一覧
現在、No.50（2012年9月刊行分）まで記載

### あ行
| タイトル名                                                         | 著者等     | 挿絵等   | 備考          |
| ------------------------------------------------------------------ | ---------- | -------- | ------------- |
| 兄よりすぐれた妹などこの世に存在してはいけない                     | 山口昇一   | 天海雪乃 |               |
| インキュバスになったので、今すぐ女の子とエッチしないとダメみたい。 | 空蝉       | かん奈   |               |
| 宇宙海賊学園ブラックキャット                                       | Kyphosus   | しまちよ |               |
| オトミコ! 僕は男の巫女娘                                           | 大熊狸喜   | 大空樹   |               |
| 俺のフラグはよりどりみデレ                                         | 栗栖ティナ | 火曜     | 3巻まで刊行中 |
| 女幹部メル様のセカイ征服計画!                                      | 高岡智空   | 鈴眼依縫 |               |

### か行
| タイトル名                           | 著者等   | 挿絵等 | 備考 |
| ------------------------------------ | -------- | ------ | ---- |
| 絢爛! 帝都少女探偵団 赤い謀略を撃て! | 羽沢向一 | R-Ex   |      |

### さ行
| タイトル名                                             | 著者等   | 挿絵等       | 備考                                  |
| ------------------------------------------------------ | -------- | ------------ | ------------------------------------- |
| 思春期なアダム                                         | さかき傘 | 天海雪乃     | 9巻まで刊行中                         |
| 邪悪な魔王が伝説の女勇者に転生したようです             | 酒井仁   | 笹弘         |                                       |
| 借金お嬢クリス                                         | 筑摩十幸 | 了藤誠仁     | 3巻まで刊行中                         |
| 灼光のアンチジェネシス                                 | 天草白   | 桐月れおん   | 2巻まで刊行中                         |
| 呪詛喰らい師                                           | 蒼井村正 | 或十せねか   | 3巻まで刊行中                         |
| 正義のヒロインと悪の女幹部が生中継でポロリするようです | 酒井仁   | SAIPACo.     |                                       |
| 仙獄学艶戦姫ノブナガッ!                                | 斐芝嘉和 | SAIPACo.     | 3巻まで刊行中 あとみっく文庫創刊第1号 |
| 前略勇者様、魔王が交通事故で亡くなりました             | 巨道空二 | なるみすずね |                                       |

### た行
| タイトル名        | 著者等 | 挿絵等 | 備考 |
| ----------------- | ------ | ------ | ---- |
| ツイてる勇者さま! | 狩野景 | ちり   |      |

### な行
| タイトル名 | 著者等 | 挿絵等 | 備考 |
| ---------- | ------ | ------ | ---- |

### は行
| タイトル名                                        | 著者等     | 挿絵等     | 備考          |
| ------------------------------------------------- | ---------- | ---------- | ------------- |
| 美少女エクソシストの聖水? むしろご褒美です!       | 千夜詠     | アライノブ |               |
| ピルグリムメイデン 深紅の巡礼聖女                 | 狩野景     | ぽち。     | 3巻まで刊行中 |
| 不死の吸血姫がドSのご主人様を募集しているようです | 酒井仁     | にの子     |               |
| プリンセスリバーシ!! 交錯する美姫と魔姫           | 舞麗辞     | 昼沖太     |               |
| 僕が異世界の女帝だなんて絶対無理！                | 上田ながの | 高瀬むぅ   |               |
| 僕のパーティーが修羅場すぎて世界が救えない        | 上田ながの | 高瀬むぅ   | 2巻まで刊行中 |

### ま行
| タイトル名                                                 | 著者等     | 挿絵等          | 備考          |
| ---------------------------------------------------------- | ---------- | --------------- | ------------- |
| 魔海少女ルルイエ・ルル                                     | 羽沢向一   | ピエ～ル☆よしお |               |
| 魔法少女ならぬ魔法中年が世界の平和を守る事になったようです | 酒井仁     | にの子          |               |
| 魔法妊婦ハラマセ∞ハラスメント                              | 上田ながの | 瀬上大輔        |               |
| 無敵の姫騎士がドMに目覚めたようです                        | 酒井仁     | 池田靖宏        |               |
| 目覚めると従姉妹を護る美少女剣士になっていた               | 狩野景     | 天鬼とうり      | 3巻まで刊行中 |

### や行
| タイトル名                                   | 著者等     | 挿絵等   | 備考 |
| -------------------------------------------- | ---------- | -------- | ---- |
| 勇者よ、宿屋の店主になってしまうとは情けない | 倉田シンジ | へるるん |      |

### ら行
| タイトル名 | 著者等 | 挿絵等 | 備考 |
| ---------- | ------ | ------ | ---- |

### わ行
| タイトル名                     | 著者等   | 挿絵等   | 備考 |
| ------------------------------ | -------- | -------- | ---- |
| わたしが倒してあげるんだから!  | 大熊狸喜 | saxasa   |      |
| BLANGEL 輪になりて踊る愚者の夜 | 夜士郎   | 渡瀬行人 |      |